# Miguel Archanco Taberna
Miguel Archanco Taberna (Pamplona, 15 de març de 1949), és un directiu de futbol navarrès, que fou president del CA Osasuna des del 2012 fins al 2014.
Archanco, que formava part de la directiva de Patxi Izco quan aquest va ser president, va aconseguir 3020 vots, el 74,44% dels emesos, tres vegades més que els aconseguits pel seu oponent Javier Zabaleta, que va sumar 1002 vots, un 24,70 per cent.
Després del descens del CA Osasuna a la Segona Divisió, va dimitir del seu càrrec, deixant el club en mans d'una comissió gestora i lliurant un pla de viabilitat per pagar el deute important amb la Hisenda Foral.
Miguel Archanco va ser detingut per agents de Policia Nacional al seu domicili de Pamplona el 5 de març del 2015 després de diverses irregularitats en la comptabilitat de l'Osasuna detectades en una auditoria realitzada pel Consell Superior d'Esports i sota la sospita d'haver participat també presumptament a la compra de partits a primera divisió durant les temporades 2012-2013 i 2013-2014. Archanco va passar a disposició judicial el dia 6 de març i després de prestar declaració va tornar a passar una altra nit als calabossos de la Prefectura Superior de Policia de Pamplona. El dia 7 de març el jutge del Jutjat d'Instrucció Número 2 de Pamplona, Fermín Otamendi, va decretar en una interlocutòria el seu ingrés a la presó eludible sota fiança de 500.000 euros després d'imputar-li cinc delictes: apropiació indeguda agreujada, falsedat documental, falsificació de comptes, delicte societari i corrupció de particulars mentre era president de l'Osasuna. Archanco va aconseguir reunir els 500.000 euros de fiança el dia 10 de març i va abandonar la presó de Pamplona en espera de judici.